# Hans Schwenke (Bildhauer)
Hans Schwenke (auch Johann, * Mitte Dezember 1589 in Pirna; † Anfang August 1634 ebenda) war ein deutscher Bildhauer in Sachsen.

## Leben
Schwenke war der ältere Sohn des Bildhauers Michael Schwenke. Seine bildhauerische Ausbildung erhielt er durch seinen Vater, später wurde er Mitarbeiter in der Bildhauerwerkstatt von Christoph Walther IV in Dresden. Im Jahr 1610 übernahm er die väterliche Werkstatt in Pirna und wurde 1622 als Bürger der Stadt Pirna geführt. Im Jahr 1629 wurde er zum Ober- und Viermeister der Innung der Steinmetzen, Maurer und Bildhauer berufen.

## Werke

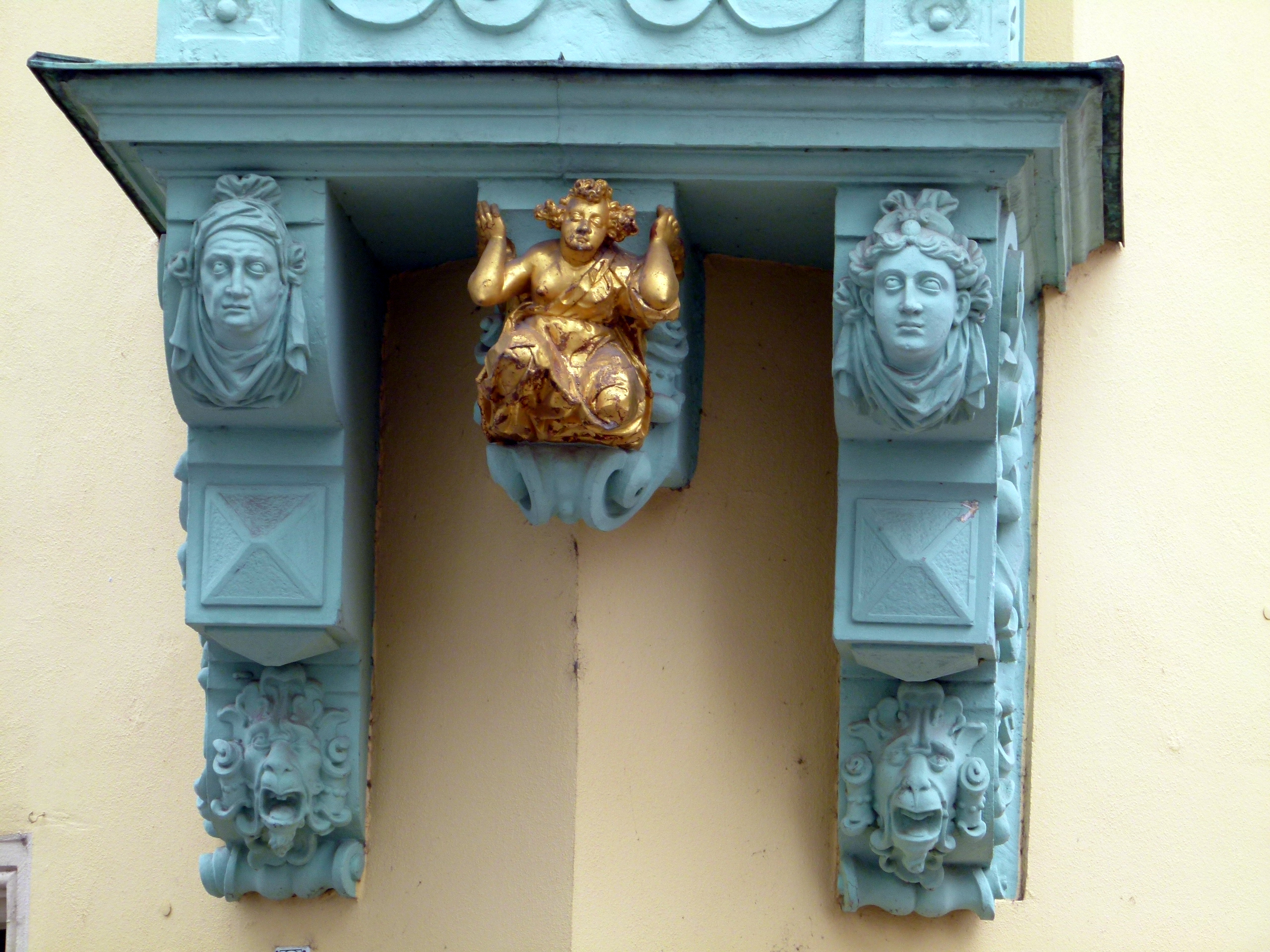
Figürlicher Schmuck am Erker des Hauses Barbiergasse 10 in Pirna

- 1610–1612: Mitarbeit bei der Ausführung des Altares der Stadtkirche Pirna
- 1611: Bildnisgrabstein für den Herrn von Caspar von Hermsdorf in der Kirche zu Ulbersdorf bei Sebnitz
- 1614: Bildnisgrabplatte für Pastor Mönch in der Kirche zu Böhmisch Kamnitz
- 1615: Bildnisgrabplatte für Rudolf von Bünau auf Liebstadt in der Kirche Liebstadt
- 1616: Portalschmuck am Pfarrhaus in Sebnitz
- 1620: Holzfigur Auferstandener für die Anstaltskirche Pirna-Sonnenstein
- 1624: figürlicher Schmuck am Erker des Hauses Barbiergasse 10 in Pirna
- 1625: Bildnisgrabplatte für Johann Ernst Eberhard in der Stadtkirche Pirna
- 1627: Taufstein für die Kirche in Schwaden bei Aussig
- 1634: Bildnisgrabstein für Hans Heinrich von Schönberg auf Maxen in der Gruft des Freiberger Doms